# NGC 2523
NGC 2523 è una galassia a spirale barrata situata nella costellazione della Giraffa, a una distanza di circa 168 milioni di anni luce dalla nostra Via Lattea.

## Scoperta
La galassia è stata scoperta il 7 settembre 1885 dall'astronomo statunitense Edward D. Swift.

## Descrizione
NGC 2523 ha una classe di luminosità II-III e presenta una larga riga a 21 cm dell'idrogeno neutro.
NGC 2523 è una delle sei galassie scelte da Halton Arp come esempio di galassia a spirale che presenta una separazione nei suoi bracci ed è stata inserita nel suo Atlas of Peculiar Galaxies con il codice Arp 9.
NGC 2523 è stata utilizzata da Gérard de Vaucouleurs come esempio di galassia del tipo morfologico "SB(r)b" nel suo atlante delle galassie.

## Gruppo di NGC 2523
NGC 2523 è la più vasta e la più luminosa di un gruppo di almeno cinque galassie che porta il suo nome. Le altre galassie del Gruppo di NGC 2523 sono NGC 2441, PGC 23781 (NGC 2550A), UGC 4041 e UGC 4199.